# Cantón de Montpezat-de-Quercy
El cantón de Montpezat-de-Quercy era una división administrativa francesa, que estaba situada en el departamento de Tarn y Garona y la región de Mediodía-Pirineos.

## Composición
El cantón estaba formado por seis comunas:
- Labastide-de-Penne
- Lapenche
- Montalzat
- Montfermier
- Montpezat-de-Quercy
- Puylaroque

## Supresión del cantón de Montpezat-de-Quercy
En aplicación del Decreto nº 2014-273 de 27 de febrero de 2014, el cantón de Montpezat-de-Quercy fue suprimido el 22 de marzo de 2015 y sus 6 comunas pasaron a formar parte del nuevo cantón de Quercy-Rouergue.